# Roman Celý
Roman Celý (* 11. srpna 1974 Vyškov) je český politik, od roku 2012 zastupitel Jihomoravského kraje (z toho v letech 2012 až 2016 a opět od roku 2024 náměstek hejtmana), od roku 2004 zastupitel města Vyškova, člen KDU-ČSL.

## Místostarosta Vyškova
Vystudoval střední odbornou školu strojírenského směru, později si doplnil specializaci v oboru lékařské techniky. V této oblasti působil téměř deset let. Od roku 2004 do roku 2013 vykonával funkci místostarosty města Vyškova. V jeho kompetenci bylo mj. bydlení, doprava a sociální služby. V roce 2012 dokončil vysokoškolské studium zaměřené na management a ekonomiku.
V krajských volbách v Jihomoravském kraji v roce 2012 kandidoval za KDU-ČSL na druhém místě kandidátky za lídrem Stanislavem Juránkem, získal celkem 2 690 preferenčních hlasů (nejvíce ve Vyškově mezi kandidáty napříč politickými stranami) a byl zvolen jako třetí v pořadí kandidátky KDU-ČSL.

## Náměstek hejtmana
Na ustavujícím zasedání zastupitelstva Jihomoravského kraje 23. listopadu 2012 byl zvolen náměstkem hejtmana Jihomoravského kraje, do jeho kompetence patřila oblast vnějších vztahů a rodinné politiky.
V komunálních volbách v roce 2014 obhájil za KDU-ČSL post zastupitele města Vyškova.
Ve volbách do Senátu PČR v roce 2014 kandidoval za KDU-ČSL v obvodu č. 57 – Vyškov. Se ziskem 22,79 % hlasů skončil v prvním kole na 2. místě a postoupil tak do kola druhého. V něm prohrál v poměru hlasů 46,77 % : 53,22 % se sociálním demokratem Ivem Bárkem.

## Krajský předseda KDU-ČSL
V květnu 2015 byl zvolen předsedou jihomoravské krajské organizace KDU-ČSL. V této funkci vystřídal po více než deseti letech Stanislava Juránka. Důvodem pro jeho kandidaturu byla potřeba konsolidovat stranu a více se jí věnovat dovnitř. Více se věnovat manažerskému vedení. Současně je členem celostátního výboru a celostátní konference KDU-ČSL.

## Lídr kandidátky do krajských voleb
V listopadu 2015 získal na krajské konferenci KDU-ČSL nominaci jako lídr jihomoravské kandidátky KDU-ČSL pro krajské volby v roce 2016. V souboji dvou kandidátů porazil Stanislava Juránka, když získal 81 hlasů a Juránek 47. Voliče oslovoval nejen s tradičními tématy lidovců v regionu, jakými jsou rodina, sociální otázky nebo doprava, ale také řešení problému bezpečnosti a podpory zemědělství a výzkumu. Mandát krajského zastupitele se mu podařilo obhájit. KDU-ČSL se však nestala součástí krajské koalice, a tak v listopadu 2016 v pozici náměstka hejtmana skončil.
V krajských volbách v roce 2020 obhájil za KDU-ČSL post krajského zastupitele. V krajských volbách v září 2024 kandidoval jako člen KDU-ČSL v rámci koalice „SPOLU“ (tj. ODS, KDU-ČSL a TOP 09) do Zastupitelstva Jihomoravského kraje. Mandát krajského zastupitele se mu podařilo obhájit. V listopadu 2024 se pak stal náměstkem pro oblast sociální a rodinné politiky.